# منویکیوس
منویکیوس (به یونانی: Μενοικεύς) در اسطوره‌های یونان نام پدر کرئون و یوکاسته (همسر اودیپ) است. سوفوکلس و آشیلوس هر دو در نمایشنامه‌هایشان از او نام برده‌اند.